# تشيس رايت (لاعب غولف)
تشيس رايت (بالإنجليزية: Chase Wright)‏ هو لاعب غولف أمريكي، ولد في 16 يونيو 1989 في مونسي في الولايات المتحدة.

## وصلات خارجية
- تشيس رايت على موقع رابطة لاعبي الغولف المحترفين (الإنجليزية)
- تشيس رايت على موقع التصنيف العالمي الرسمي للغولف (الإنجليزية)